# Alexandru Bârlădeanu

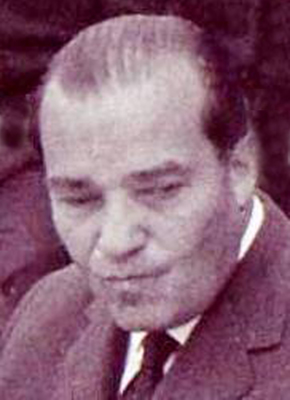
Alexandru Bârlădeanu

Alexandru Bârlădeanu (* 25. Januar 1911 in Comrat, Moldawien; † 13. November 1997 in Bukarest) war ein rumänischer Politiker der Rumänischen Arbeiterpartei PMR (Partidul Muncitoresc Român) und ab 1965 PCR (Partidul Comunist Român). Er war unter anderem zwischen 1948 und 1954 Minister für Außenhandel, von 1955 bis 1965 Vizepräsident des Ministerrates, zwischen 1965 und 1967 Erster Vizepräsident des Ministerrates sowie von 1967 bis 1969 erneut Vizepräsident des Ministerrates.

## Leben

### Wirtschaftswissenschaftler, Abgeordneter und Vize-Minister
Bârlădeanu begann nach dem Schulbesuch 1933 ein Studium an der Fakultät für Rechtswissenschaften der Universität Iași, das er 1937 abschloss. Im Anschluss war er zwischen 1937 und 1940 als Assistent am Lehrstuhl für Wirtschafts- und Finanzwissenschaften der Universität Iași tätig und erwarb dort 1940 einen Doktor der Wirtschaftswissenschaften. Danach war er von 1940 bis 1946 als Forscher am Institut für wissenschaftliche Forschung in Chișinău tätig. 1943 trat er der damaligen  Rumänischen Kommunistischen Partei PCdR (Partidul Comunist din România) als Mitglied bei. 
Nach Ende des Zweiten Weltkrieges gehörte er von 1946 bis 1947 als Wirtschaftsexperte der rumänischen Regierungskommission bei der Pariser Friedenskonferenz an. Er war von 1946 bis 1948 Mitglied der Abgeordnetenkammer (Camera Deputaților). Am 6. Dezember 1946 wurde er zunächst Generalsekretär im Ministerium für nationale Wirtschaft und danach vom 25. August 1947 bis 1948 Generalsekretär im Ministerium für Industrie und Handel. Anschließend wurde er am 26. April 1948 Vize-Minister für Industrie und war als solcher verantwortlich für Textil-, Leder-, Baumaterial- und Keramikindustrie. Daraufhin wurde er am 28. August 1948 zum Vize-Minister für Handel ernannt.

### Minister und Vize-Ministerpräsident
Am 7. Oktober 1948 wurde Bârlădeanu Minister für Außenhandel (Ministrul Comerțului Exterior) im vierten Kabinett Groza und bekleidete dieses Amt auch im darauf folgenden ersten und zweiten Kabinett Gheorghiu-Dej bis zum 18. Mai 1954. 1948 wurde er erstmals Mitglied der Großen Nationalversammlung (Marea Adunare Națională) und gehörte dieser bis 1975 an.
Am 2. Juli 1955 wurde er Mitglied der Rumänischen Akademie (Academia Română). Er übernahm am 3. Oktober 1955 den Posten als Vizepräsident des Ministerrates (Vicepreședinte al Consiliului de Miniștri) im ersten Kabinett Stoica und hatte dieses Amt bis zum 21. August 1965 auch im zweiten Kabinett Stoica sowie im ersten und zweiten Kabinett Maurer inne. Zugleich fungierte er zwischen dem 3. Oktober 1955 und dem 26. Mai 1956 als Präsident der Staatlichen Planungskommission. Auf dem Siebten Parteitag der PMR (23. bis 28. Dezember 1955) wurde er Mitglied des ZK der PMR und gehörte diesem bis zum 12. August 1969 an. Nachdem der Wirtschaftsexperte Bârlădeanu nach der Studentenrevolte in Timișoara 1956 mit der Koordination der Wirtschaft beauftragt wurde, verbesserte sich in den folgenden Jahren die materielle Lage der Bevölkerung spürbar. Es wurden Lohnsteigerungen um 15 Prozent beschlossen und im Januar 1957 wurden die Bauern von den Zwangsabgaben landwirtschaftlicher Produkte befreit. 
Am 23. November 1962 wurde Bârlădeanu Kandidat des Politbüros des ZK der PMR und bekleidete diese Funktion bis zum 22. März 1965. Auf dem Plenum des ZK der PMR (22. März 1965) wurde er zunächst Mitglied des Politbüros des ZK. Auf dem darauf folgenden Neunten Parteitag der PCR (19. bis 24. Juli 1965) wurde er Mitglied des Ständigen Präsidiums des ZK der PCR und gehörte diesem bis zum 12. August 1969 an. Zugleich gehörte er zwischen dem 23. Juli 1965 und dem 12. August 1969 dem Exekutivkomitee des ZK als Mitglied an. Er war zwischen dem 21. August 1965 und dem 9. Dezember 1967 Erster Vizepräsident des Ministerrates (Prim-Vicepreședinte al Consiliului de Miniștri) im dritten und vierten Kabinett Maurer.
Am 9. Dezember 1967 wurde er im vierten Kabinett Maurer abermals Vizepräsident des Ministerrates und übte diese Funktion bis zum 27. Januar 1969 aus. Zugleich bekleidete er vom 9. Dezember 1967 bis zum 11. Dezember 1968 das Amt des Präsidenten des Nationalrates für wissenschaftliche Forschung.

### Kritiker von Nicolae Ceaușescu, Revolution 1989 und Senatspräsident
Am 11. März 1989 war Bârlădeanu neben anderen Politikern wie Gheorghe Apostol, Silviu Brucan, Corneliu Mănescu, Constantin Pîrvulescu sowie Grigore Răceanu Verfasser eines von Radio Free Europe und Voice of America ausgestrahlten Offenen Briefs („Das Schreiben der Sechs“) an Nicolae Ceaușescu, in dem diese ihre Kritik an der Herrschaft des Diktators äußerten. Darin kritisierten sie die Regierung Ceaușescu heftig wegen der Missachtung der Bürgerrechte und der desolaten wirtschaftlichen Lage und forderten offen Reformen. Das Programm zur Systematisierung der Dörfer wurde als einer der Schlüsselpunkte in diesem Schreiben aufgeführt. Obwohl die Gruppe keine große öffentliche Unterstützung erhielt, gehörte dieser Brief zu den wichtigsten und folgenreichsten Maßnahmen der Opposition in dieser Zeit und galt als ein Bruch mit der Tradition des strikten Parteigehorsams. Danach wurde Bârlădeanu wegen des Vorwurfs der Auslandsspionage und imperialistischer Propaganda unter Hausarrest gestellt.
Im Zuge der Rumänischen Revolution wurde er nach dem Sturz Ceaușescus am 22. Dezember 1989 befreit. Zudem war er zwischen dem 2. Februar 1990 und dem 1. Februar 1994 Vizepräsident der Rumänischen Akademie. Im Anschluss trat er der von Ion Iliescu gegründeten Nationalen Rettungsfront FSN (Frontul Salvării Naționale) bei und vertrat diese von 1990 bis 1992 als Mitglied im Senat. Am 18. Juni 1990 wurde er erster Präsident des Senats und bekleidete diese Funktion bis zum 16. Oktober 1992, woraufhin Oliviu Gherman von der Demokratischen Front für die Nationale Rettung FDSN (Frontul Democrat al Salvării Naționale) sein Nachfolger wurde.

### Ehrungen und Auszeichnungen
Für seine langjährigen Verdienste wurde Bârlădeanu mehrfach ausgezeichnet und erhielt unter anderem 1947 die Kommandeurswürde des Orden der Krone von Rumänien (Ordinul „Coroana României“), 1959 den Orden 23. August Zweiter Klasse (Ordinul 23. August), 1959 den Stern der Volksrepublik Rumänien Zweiter Klasse (Ordinul Steaua Republicii Populare Române), 1961 den Orden der Arbeit Erster und Zweiter Klasse (Ordinul Muncii), 1964 den Titel Held der sozialistischen Arbeit (Erou al Muncii Socialiste), 1964 die Goldmedaille „Hammer und Sichel“ (Medalia de aur „Secera și Ciocanul“) sowie 1966 den Orden Tudor Vladimirescu Erster Klasse (Ordinul Tudor Vladimirescu).